# Суйгенсай
Суйгенсай (каз. Сүйгенсай) — упразднённое село в Карасуском районе Костанайской области Казахстана. Входило в состав Карамырзинского сельского округа. Исключено из учётных данных в 2017 г. Код КАТО — 395251700.

## География
Расположено на берегу озера Койбагар.

## Население
В 1999 году население села составляло 274 человека (141 мужчина и 133 женщины). По данным переписи 2009 года в селе проживало 87 человек (49 мужчин и 38 женщин).